# Markella Kavenagh

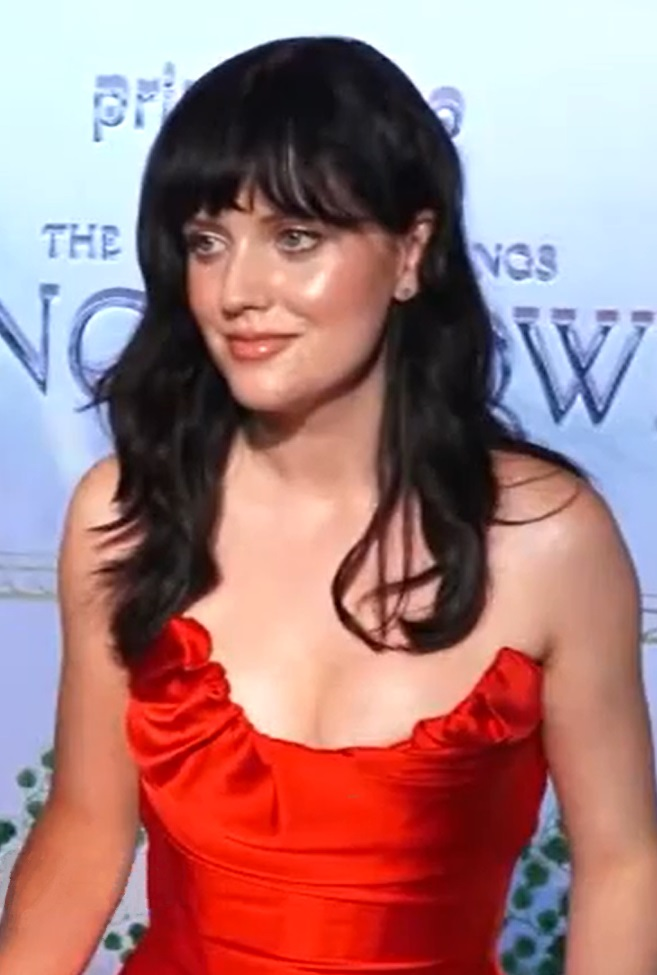
Markella Kavenagh im Jahr 2022

Markella Kavenagh (geb. 2000 in Australien) ist eine australische Schauspielerin.

## Leben
Markella Kavenagh gab ihr Leinwanddebüt im Jahr 2018 in der australischen Fernsehserie Romper Stomper, neben Sophie Lowe und David Wenham. Danach spielte sie in der Serie Picnic at Hanging Rock an der Seite von Natalie Dormer. Ihre erste Filmrolle hatte sie 2019 in Outlaws – Die wahre Geschichte der Kelly Gang. Anschließend verkörperte sie die Rolle der Daisy Hart in der australischen Serie The Gloaming.
Im Juni 2019 wurde bekannt, dass Markella Kavenagh von Amazon Studios als erste Darstellerin für die angekündigte Fantasy-Realserie Der Herr der Ringe: Die Ringe der Macht verpflichtet wurde. Ursprünglich hieß es, sie solle eine Figur namens Tyra spielen. Dieser Name taucht in Tolkiens Welt nicht auf. Seit der Veröffentlichung eines Trailers für die Serie im Februar 2022 ist bekannt, dass ihr Rollenname Elanor „Nori“ Brandyfoot lautet. Bei der Figur handelt es sich um eine der nomadischen Hobbit-Vorfahren, die Tolkien die Harfoot nannte.

## Filmografie (Auswahl)
- 2018: Romper Stomper (Fernsehserie, 6 Episoden)
- 2018: Picnic at Hanging Rock (Fernsehserie, 6 Episoden)
- 2018: The Cry (Fernsehserie, 4 Episoden)
- 2019: My Life Is Murder (Fernsehserie, Episode 1x02)
- 2019: Outlaws – Die wahre Geschichte der Kelly Gang (True History of the Kelly Gang)
- 2020: The Gloaming (Fernsehserie, 8 Episoden)
- 2020: Mein erster Sommer (My First Summer)
- 2020: Furlough (Kurzfilm)
- seit 2022: Der Herr der Ringe: Die Ringe der Macht (The Lord of the Rings: The Rings of Power, Fernsehserie)
- 2023: Bad Behaviour (Fernsehserie, 4 Episoden)[7]

## Auszeichnungen und Nominierungen
- 2018: Nominiert für den AACTA Award in der Kategorie Best New Talent[8]
- 2018: Rising Star Award der Casting Guild of Australia[9]